# Barrio Francés
Barrio Francés est un corregimiento situé dans le district d'Almirante, province de Bocas del Toro, au Panama. Il a été créé le 8 juin 2015, séparé du corregimiento d'Almirante.